# Last Christmas (Whigfield-dal)
A Last Christmas című dal a dán Whigfield 1995. december 3-án megjelent kislemeze, mely az énekesnő első Whigfield című album néhány változatán szerepel.
Az Egyesült Királyságban a Close To You után a tervezett dal a Big Time című kislemez került volna kiadásra, azonban azt javasolták az énekesnőnek, hogy rögzítse a Last Christmas című dalt, melyet karácsonyra szántak. Végül a dal először dupla A  oldalas bakelit lemezen jelent meg a Close To You című lemezen. Más országokban a Last Christmas különböző remixekkel jelent meg, és az Egyesült Királyságban a 21. helyig jutott a kislemezlistán. Ez volt az utolsó kislemez a Systematic Records kiadónál, ami megjelent.

## Az eredeti változat
Az eredeti változat 1984. decemberében jelent meg az angol Wham! nevű pop duótól. A dal több országban listavezető volt, melynek producere George Michael volt. A dal a mai napig karácsonyi klasszikusnak számít, és minden karácsonykor hallható.

## Videóklip
A dalhoz készült videóklipet az olasz  Giacomo De Simone rendezte.

## Megjelenések
12"  Olaszország X-Energy Records – X-12190
- A1	Last Christmas (MBRG Version) 5:25
- A2	Last Christmas (Major Version) 4:10
- A3	Big Time (Album Version) 3:21
- B1	Last Christmas (David Version) 8:00
- B2	Last Christmas (Minor Version) 4:10

## Slágerlista
| Slágerlista (1995)                   | Legjobb helyezés |
| ------------------------------------ | ---------------- |
| Belgium (Ultratop 50 Wallonia)       | 38               |
| Dánia (IFPI)                         | 6                |
| Európa (European Hot 100 Singles)    | 38               |
| Európa Eurochart Hot 100             | 61               |
| Finnország (Singlet Top 20)          | 12               |
| Írország (IRMA)                      | 24               |
| Hollandia (Tipparade)                | 2                |
| Hollandia (Single Top 100)           | 34               |
| Skócia (Official Charts Company)     | 21               |
| Spanyolország (AFYVE)                | 4                |
| Svédország (Sverigetopplistan)       | 53               |
| UK Singles (Official Charts Company) | 21               |